# Liste amerikanischer Schriftsteller
Dies ist eine Übersicht in den Vereinigten Staaten von Amerika geborener bzw. zum größten Teil dort publizierender  Schriftsteller.

## A
- Edward S. Aarons (1916–1975)
- Edward Abbey (1927–1989)
- Megan Abbott (* 1971)
- Walter Abish (1931–2022)
- Peter Abrahams (* 1947)
- Elizabeth Acevedo (20. Jhd.)
- André Aciman (* 1951)
- Kathy Acker (1947–1997)
- J. R. Ackerley (1896–1967)
- Forrest J. Ackerman (1916–2008)
- Mercedes de Acosta (1893–1968)
- Oscar Zeta Acosta (1935–1974)
- Helen Adam (1909–1993)
- Louis Adamic (1899–1951)
- Alice Adams (1926–1999)
- Henry Adams (1838–1918)
- Léonie Adams (1899–1988)
- Nene Adams (1966–2015)
- George Ade (1866–1944)
- Renata Adler (* 1938)
- Warren Adler (1927–2019)
- James Agee (1909–1955)
- Joel Agee (* 1940)
- Jonis Agee (* 1943)
- Conrad Aiken (1889–1973)
- Edward Albee (1928–2016)
- Becky Albertalli (* 1982)
- Amos Bronson Alcott (1799–1888)
- Louisa May Alcott (1832–1888)
- William Livingston Alden (1837–1908)
- Thomas Bailey Aldrich (1836–1907)
- Lloyd Alexander (1924–2007)
- Sherman Alexie (* 1966)
- Horatio Alger jr. (1832–1899)
- Nelson Algren (1909–1981)
- Candace Allen (* 1950)
- Ed Allen (* 1948)
- Hervey Allen (1889–1949)
- Paula Gunn Allen (1939–2008)
- Dorothy Allison (1949–2024)
- Aaron Allston (1960–2014)
- Washington Allston (1779–1843)
- Rebecca Alpert (* 1950)
- Hilton Als (* 1960)
- Lisa Alther (* 1944)
- Joseph Alexander Altsheler (1862–1919)
- Noel Alumit (* 1968)
- Julia Alvarez (* 1950)
- A. R. Ammons (1926–2001)
- Benjamin Anastas (1969)
- Rudolfo Anaya (1937–2020)
- Charlie Jane Anders (* 1969)
- Maxwell Anderson (1888–1959)
- Poul Anderson (1926–2001)
- Sherwood Anderson (1876–1941)
- Bruce Andrews (* 1948)
- V. C. Andrews (1923–1986)
- Maya Angelou (1928–2014)
- Tina McElroy Ansa (1949–2024)
- A. Manette Ansay (* 1964)
- Nick Antosca (* 1983)
- Donald Antrim (* 1958)
- Gloria Anzaldúa (1942–2004)
- Allen Appel (* 1945)
- Benjamin Appel (1907–1977)
- Max Apple (* 1941)
- Harriette Arnow (1908–1986)
- Elizabeth Arthur (* 1953)
- Timothy Shay Arthur (1809–1885)
- Newton Arvin (1900–1963)
- Schalom Asch (1880–1957)
- John Ashbery (1927–2017)
- Jay Asher (* 1975)
- Isaac Asimov (1920–1992)
- Rilla Askew (* 1951)
- Robert Lynn Asprin (1946–2008)
- Gertrude Atherton (1857–1948)
- Nancy Atherton (* 1955)
- William Attaway (1911–1986)
- Amelia Atwater-Rhodes (* 1984)
- Louis Auchincloss (1917–2010)
- W. H. Auden (1907–1973)
- Jean M. Auel (* 1936)
- Shalom Auslander (* 1970)
- Paul Auster (1947–2024)
- Mary Hunter Austin (1868–1934)
- Ellis Avery (1972–2019)
- Victoria Aveyard (* 1990)

## B
- Dorothy Baker (1907–1968)
- Nicholson Baker (* 1957)
- James Robert Baker (1946–1997)
- Ray Stannard Baker (1870–1946)
- David Baldacci (* 1960)
- James Baldwin (1924–1987)
- John Ball (1911–1988)
- Toni Cade Bambara (1939–1995)
- John Kendrick Bangs (1862–1922)
- Russell Banks (1940–2023)
- Amiri Baraka (1934–2014)
- James Nelson Barker (1784–1858)
- Joel Barlow (1754–1812)
- Djuna Barnes (1892–1982)
- Allen Barnett (1955–1991)
- Lisa A. Barnett (1958–2006)
- Len Barot (* 1950)
- Nevada Barr (* 1952)
- Thomas A. Barron (* 1952)
- Philip Barry (1896–1949)
- John Barth (1930–2024)
- Donald Barthelme (1931–1989)
- Frederick Barthelme (* 1943)
- William Barton (* 1950)
- Jacques Barzun (1907–2012)
- Hamilton Basso (1904–1964)
- Katharine Lee Bates (1859–1929)
- Marion Dane Bauer (* 1938)
- Lyman Frank Baum (1856–1919)
- Bruce Bawer (* 1956)
- George Baxt (1923–2003)
- William Bayer (* 1939)
- Edward L. Beach (1918–2002)
- Peter S. Beagle (* 1939)
- Greg Bear (1951–2022)
- Ann Beattie (* 1947)
- Alison Bechdel (* 1960)
- Louis Begley (* 1933)
- Samuel Nathaniel Behrman (1893–1973)
- David Belasco (1853–1931)
- Julie Bell (* 1958)
- Edward Bellamy (1850–1898)
- Saul Bellow (1915–2005)
- Peter Benchley (1940–2006)
- Stephen Vincent Benét (1898–1943)
- William Rose Benét (1886–1950)
- Chloe Benjamin (* 1988)
- John Berendt (* 1939)
- Elizabeth Beresford (1868–1944)
- Thomas Berger (1924–2014)
- S. Bear Bergman (* 1974)
- Charles Bernstein (* 1950)
- Ted Berrigan (1934–1983)
- John Berryman (1914–1972)
- Allan Bérubé (1946–2007)
- Betty Berzon (1928–2006)
- Frank Bidart (* 1939)
- Ambrose Bierce (1842–1914)
- Lloyd Biggle, jr. (1923–2002)
- Robert Montgomery Bird (1806–1854)
- Norman Birnbaum (1926–2019)
- Elizabeth Bishop (1911–1979)
- John Peale Bishop (1892–1944)
- Michael Bishop (1945–2023)
- Michael Blake (1945–2015)
- William Peter Blatty (1928–2017)
- Eric Blau (1921–2009)
- Lucy Jane Bledsoe (* 1957)
- Francesca Lia Block (* 1962)
- Benjamin Paul Blood (1832–1919)
- Michael Blumlein (1948–2019)
- Robert Bly (1926–2021)
- Louise Bogan (1897–1970)
- Grace Lee Boggs (1915–2015)
- Guy Bolton (1884–1979)
- Nelson Slade Bond (1908–2006)
- Arna Bontemps (1902–1973)
- Barrie Jean Borich (* 1959)
- Malcolm J. Bosse (1926–2002)
- John Boswell (1947–1994)
- Dion Boucicault (1820–1890)
- Ben Bova (1932–2020)
- James Bovard (* 1956)
- Richard Bowes (1944–2023)
- Jane Bowles (1917–1973)
- Paul Bowles (1910–1999)
- Hjalmar Hjorth Boyesen (1848–1895)
- Keith Boykin (* 1965)
- Kay Boyle (1902–1992)
- T. C. Boyle (* 1948)
- Hugh Henry Brackenridge (1748–1816)
- Leigh Brackett (1915–1978)
- Ray Bradbury (1920–2012)
- Scott Bradfield (* 1955)
- Arthur Bradford (* 1969)
- William Bradford (1590–1657)
- Marion Zimmer Bradley (1930–1999)
- Anne Bradstreet (1612–1672)
- Christopher Bram (* 1952)
- Rebecca Brandewyne (* 1955)
- Giannina Braschi (* 1953)
- Richard Brautigan (1935–1984)
- Stefan Brecht (1924–2009)
- Maeve Brennan (1917–1993)
- Lily Brett (* 1946)
- Patricia Briggs (* 1965)
- Gwen Bristow (1903–1980)
- Poppy Z. Brite (* 1967)
- Andrew Britton (1981–2008)
- Harold Brodkey (1930–1996)
- Gerald Brom (* 1965)
- Louis Bromfield (1896–1956)
- E. M. Broner (1927–2011)
- William Bronk (1918–1999)
- Michael Bronski (* 1949)
- Gwendolyn Brooks (1917–2000)
- T. Alan Broughton (1936–2013)
- Charles Brockden Brown (1771–1810)
- Dan Brown (* 1964)
- Frank London Brown (1927–1962)
- Fredric Brown (1906–1972)
- Harry Brown (1917–1986)
- Jericho Brown (* 1976)
- Larry Brown (1951–2004)
- Rita Mae Brown (* 1944)
- William Hill Brown (1765–1793)
- William Wells Brown (1814–1884)
- Charles Farrar Browne (1834–1867)
- John Ross Browne (1817–1875)
- Sylvia Brownrigg (* 1964)
- C. D. B. Bryan (1936–2009)
- William Cullen Bryant (1794–1878)
- Bill Bryson (* 1951)
- Pearl S. Buck (1892–1973)
- Algis Budrys (1931–2008)
- Vincent Bugliosi (1934–2015)
- Charles Bukowski (1920–1994)
- Vern Leroy Bullough (1928–2006)
- Eve Bunting (1928–2023)
- Nick Burd (* 1980)
- Ben Lucien Burman (1895–1984)
- John Horne Burns (1916–1953)
- Augusten Burroughs (* 1965)
- Edgar Rice Burroughs (1875–1950)
- John Burroughs (1837–1921)
- William S. Burroughs (1914–1997)
- Charles Busch (* 1954)
- Frederick Busch (1941–2006)
- Candace Bushnell (* 1958)
- Judith Butler (* 1956)
- Octavia E. Butler (1947–2006)
- Witter Bynner (1881–1968)
- Rob Byrnes (* 1958)

## C
- James Branch Cabell (1879–1958)
- George Washington Cable (1844–1925)
- Chelsea Cain (* 1972)
- James M. Cain (1892–1977)
- Rachel Caine (1962–2020)
- Alice Calaprice (* 1941)
- Erskine Caldwell (1903–1987)
- Taylor Caldwell (1900–1985)
- Patrick Califia (* 1954)
- Andrew Calimach (* 1953)
- Hortense Calisher (1911–2009)
- Peter Cameron (* 1959)
- Paul-Henri Campbell (* 1982)
- Truman Capote (1924–1984)
- Emile Capouya (1925–2005)
- Tom Cardamone (* 1969)
- Dale Carnegie (1888–1955)
- Caleb Carr (1955–2024)
- John Dickson Carr (1906–1977)
- Mary Jane Carr (1895–1988)
- Jim Carroll (1949–2009)
- Jonathan Carroll (* 1949)
- David Carter (1952–2020)
- Forrest Carter (1925–1979)
- Stephen L. Carter (* 1954)
- Jeffrey A. Carver (* 1949)
- Raymond Carver (1938–1988)
- Carlos Castaneda (1925–1998)
- Ana Castillo (* 1953)
- Linda Castillo (* 1960)
- Willa Cather (1873–1947)
- Bruce Catton (1899–1978)
- Michael Chabon (* 1963)
- Becky Chambers (* 1985)
- Raymond Chandler (1888–1959)
- Iris Chang (1968–2004)
- William Ellery Channing (1780–1842)
- William Ellery Channing (1817–1901)
- Louis Charbonneau (1924–2017)
- Jerome Charyn (* 1937)
- Mary Ellen Chase (1887–1973)
- George Chauncey (* 1954)
- Paddy Chayefsky (1923–1981)
- Stephen Chbosky (* 1970)
- John Cheever (1912–1982)
- Phyllis Chesler (* 1940)
- Charles W. Chesnutt (1858–1932)
- Tracy Chevalier (* 1962)
- Ted Chiang (* 1967)
- Lincoln Child (* 1957)
- Lydia Maria Child (1802–1880)
- Frank Chin (* 1940)
- Susan Choi (* 1969)
- Kate Chopin (1850–1904)
- Winston Churchill (1871–1947)
- John Ciardi (1916–1986)
- Jill Ciment (* 1953)
- Amy Clampitt (1920–1994)
- Tom Clancy (1947–2013)
- Mary Higgins Clark (1927–2020)
- Walter van Tilburg Clark (1909–1971)
- Connie Clausen (1923–1997)
- Beverly Cleary (1916–2021)
- Eldridge Cleaver (1935–1998)
- Lucille Clifton (1936–2010)
- Mark Clifton (1906–1963)
- Irvin S. Cobb (1876–1944)
- Harlan Coben (* 1962)
- Eleanor Coerr (1922–2010)
- Joshua Cohen (* 1980)
- Abner Weyman Colgate (1838–1904)
- Richard Oliver Collin (* 1940)
- Billy Collins (* 1941)
- Jackie Collins (1937–2015)
- Larry Collins (1929–2005)
- Suzanne Collins (* 1962)
- Katharine Coman (1857–1915)
- Michael Connelly (* 1956)
- Pat Conroy (1945–2016)
- Blanche Wiesen Cook (* 1941)
- Bruce Alexander Cook (1932–2003)
- Glen Cook (* 1944)
- Robin Cook (* 1940)
- John Esten Cooke (1830–1886)
- Stephen Coonts (* 1946)
- Anna J. Cooper (1858–1964)
- Dennis Cooper (* 1953)
- James Fenimore Cooper (1789–1851)
- Robert Coover (1932–2024)
- Alfred Coppel (1921–2004)
- Tee Corinne (1943–2006)
- Patricia Cornwell (* 1956)
- Gregory Corso (1930–2001)
- Jayne Cortez (1934–2012)
- John Cotton (1585–1652)
- Catherine Coulter (* 1942)
- Elise Cowen (1933–1962)
- Malcolm Cowley (1898–1989)
- James Gould Cozzens (1903–1978)
- Caprice Crane (* 1970)
- Hart Crane (1899–1932)
- Stephen Crane (1871–1900)
- Francis Marion Crawford (1854–1909)
- Robert Creeley (1926–2005)
- Jean de Crèvecoeur (1735–1813)
- Harry Crews (1935–2012)
- Michael Crichton (1942–2008)
- Ann C. Crispin (1950–2013)
- Deborah Crombie (* 1952)
- Justin Cronin (* 1962)
- Ellen Crosby (* 1953)
- Harry Crosby (1898–1929)
- Ethan Cross (* unbekannt), Pseudonym
- Mart Crowley (1935–2020)
- Countee Cullen (1903–1946)
- Edward Estlin Cummings (1894–1962)
- Michael Cunningham (* 1952)
- George William Curtis (1824–1892)
- Jamie Lee Curtis (* 1958)
- James Oliver Curwood (1878–1927)
- Clive Cussler (1931–2020)

## D
- Janet Dailey (1944–2013)
- Richard Henry Dana, Jr. (1815–1882)
- Mark Z. Danielewski (* 1966)
- James Dashner (* 1972)
- Guy Davenport (1927–2005)
- Diane Mott Davidson (* 1949)
- Donald Davidson (1893–1968)
- Dorothy Salisbury Davis (1916–2014)
- Lydia Davis (* 1947)
- Rebecca Harding Davis (1831–1910)
- Richard Harding Davis (1864–1916)
- John William De Forest (1826–1906)
- Nelson DeMille (1943–2024)
- Jeffery Deaver (* 1950)
- Margaret Deland (1857–1945)
- Matthew B. J. Delaney (* 19**)
- Samuel Delany (* 1942)
- Don DeLillo (* 1936)
- Floyd Dell (1887–1969)
- John D’Emilio (* 1948)
- Joseph Dennie (1768–1812)
- Bradley Denton (* 1958)
- Babette Deutsch (1895–1982)
- James Dickey (1923–1997)
- Emily Dickinson (1830–1886)
- John Dickinson (1732–1808)
- Joan Didion (1934–2021)
- William C. Dietz (* 1945)
- Annie Dillard (* 1945)
- S. S. Van Dine (1888–1939)
- Diane DiPrima (1934–2020)
- Thomas M. Disch (1940–2008)
- Irene Dische (* 1952)
- Chitra Banerjee Divakaruni (* 1956)
- Melvin Dixon (1950–1992)
- Carl Djerassi (1923–2015)
- E. L. Doctorow (1931–2015)
- Anthony Doerr (* 1973)
- James Patrick Donleavy (1926–2017)
- Lara Elena Donnelly (* 1990)
- Hilda Doolittle (H. D.) (1886–1961)
- Edward Dorn (1929–1999)
- John Dos Passos (1896–1970)
- Mark Doty (* 1953)
- Lloyd C. Douglas (1877–1951)
- Frederick Douglass (1818–1895)
- Rita Dove (* 1952)
- David Drake (1945–2023)
- Joseph Rodman Drake (1795–1820)
- Theodore Dreiser (1871–1945)
- Karen Drogin (* 1965)
- Allen Drury (1918–1998)
- Martin Duberman (* 1930)
- William Edward Burghardt Du Bois (1868–1963)
- Shirley Graham Du Bois (1896–1977)
- Paul Laurence Dunbar (1872–1906)
- Lois Duncan (1934–2016)
- Robert Duncan (1919–1988)
- William Dunlap (1766–1839)
- Katherine Dunn (1945–2016)
- Dominick Dunne (1925–2009)
- Finley Peter Dunne (1867–1936)
- John Gregory Dunne (1932–2003)
- Christopher Durang (1949–2024)
- Evert Augustus Duyckinck (1816–1878)
- Timothy Dwight IV (1752–1817)
- Elana Dykewomon (1949–2022)
- Wayne R. Dynes (1934–2021)

## E
- Tony Earley (* 1961/62)
- William Eastlake (1917–1997)
- Max Eastman (1883–1969)
- Richard Eberhart (1904–2005)
- David Ebershoff (* 1969)
- Allan W. Eckert (1931–2011)
- David Eddings (1931–2009)
- Leigh Eddings (1937–2007)
- Jonathan Edwards (1703–1758)
- Dave Eggers (* 1970)
- Edward Eggleston (1837–1902)
- Tristan Egolf (1971–2005)
- T. S. Eliot (1888–1965)
- Stanley Elkin (1930–1995)
- Sumner Locke Elliott (1917–1991)
- Bret Easton Ellis (* 1964)
- Harlan Ellison (1934–2018)
- Ralph Ellison (1914–1994)
- James Ellroy (* 1948)
- Ralph Waldo Emerson (1803–1882)
- Carol Emshwiller (1921–2019)
- F. William Engdahl (* 1944)
- Nathan Englander (* 1970)
- Paul Erdman (1932–2007)
- Louise Erdrich (* 1954)
- Steve Erickson (* 1950)
- John Erskine (1879–1951)
- William N. Eskridge (* 1951)
- Jeffrey Eugenides (* 1960)
- Janet Evanovich (* 1943)

## F
- Lillian Faderman (* 1940)
- Anne Fadiman (* 1953)
- Ian Falconer (1959–2023)
- John Fante (1909–1983)
- Richard Fariña (1937–1966)
- Walter Farley (1915–1989)
- Philip José Farmer (1918–2009)
- James T. Farrell (1904–1979)
- Howard Fast (1914–2003)
- William Faulkner (1897–1962)
- Jessie Redmon Fauset (1882–1961)
- Raymond Federman (1928–2009)
- David B. Feinberg (1956–1994)
- Leslie Feinberg (1949–2014)
- Raymond Feist (* 1945)
- Marilyn Ferguson (1938–2008)
- Lawrence Ferlinghetti (1919–2021)
- Robert Ferro (1941–1988)
- Edward Field (* 1924)
- Eugene Field (1850–1895)
- Rachel Field (1894–1942)
- Annie Adams Fields (1834–1915)
- Herbert Fields (1897–1958)
- Amanda Filipacchi (* 1967)
- Peter Fisher (1944–2012)
- Vardis Fisher (1895–1968)
- F. Scott Fitzgerald (1896–1940)
- Zelda Fitzgerald (1900–1948)
- Louise Fitzhugh (1928–1974)
- Eric Flint (1947–2022)
- Michael F. Flynn (1947–2023)
- Vince Flynn (1966–2013)
- Jonathan Safran Foer (* 1977)
- Shelby Foote (1916–2005)
- Esther Forbes (1891–1967)
- Michael Thomas Ford (* 1968)
- Richard Ford (* 1944)
- Gayle Forman (* 1970)
- Justus Forman (1875–1915)
- Hannah Webster Foster (1758–1840)
- Jeannette Howard Foster (1895–1981)
- Stephen Foster (Lieder) (1826–1864)
- Ben Fountain (* 1958)
- Paula Fox (1923–2017)
- George Foy (* 1952)
- David France (* 1959)
- Nathaniel Frank (*)
- Waldo Frank (1889–1967)
- Benjamin Franklin (1706–1790)
- Jonathan Franzen (* 1959)
- Harold Frederic (1856–1898)
- Castle Freeman (* 1944)
- Joseph Sherman Frelinghuysen junior (1912–2005)
- Marilyn French (1929–2009)
- Philip Freneau (1752–1832)
- Bruce Jay Friedman (1930–2020)
- Robert Dean Frisbie (1896–1948)
- Jack Fritscher (* 1939)
- Robert Frost (1874–1963)
- James Fugaté (1922–1995)
- Charles Fuller (1939–2022)
- Henry Blake Fuller (1857–1929)
- Margaret Fuller (1810–1850)
- Jacques Futrelle (1875–1912)

## G
- William Gaddis (1922–1998)
- Nicholas Gage (* 1939)
- Ernest J. Gaines (1933–2019)
- Zona Gale (1874–1938)
- Paul Gallico (1897–1976)
- Joshua Gamson (* 1962)
- Muriel Gardiner (1901–1985)
- Erle Stanley Gardner (1889–1970)
- John Gardner (1933–1982)
- Hamlin Garland (1860–1940)
- Randall Garrett (1927–1987)
- William Gass (1924–2017)
- Roxane Gay (* 1974)
- Jack Gelber (1932–2003)
- Elizabeth George (* 1949)
- Jean Craighead George (1919–2012)
- Tess Gerritsen (* 1953)
- Masha Gessen (* 1967)
- William Gibson (* 1948)
- William Gibson (1914–2008)
- Elsa Gidlow (1898–1986)
- Elizabeth Gilbert (* 1969)
- Ellen Gilchrist (1935–2024)
- Charlotte Perkins Gilman (1860–1935)
- Dorothy Gilman (1923–2012)
- Frank D. Gilroy (1925–2015)
- Alex Gino
- Allen Ginsberg (1926–1997)
- Janine di Giovanni (* 1961)
- Nikki Giovanni (* 1943)
- William Giraldi (* 1974)
- Ellen Glasgow (1873–1945)
- Susan Glaspell (1876–1948)
- Louise Glück (1943–2023)
- Donald F. Glut (* 1944)
- Joey Goebel (* 1980)
- Herbert Gold (1924–2023)
- Albert Goldbarth (* 1948)
- Natalie Goldberg (* 1948)
- Arthur Golden (* 1956)
- Christie Golden (* 1963)
- William Goldman (1931–2018)
- Jewelle Gomez (* 1948)
- Rigoberto González (* 1970)
- Brad Gooch (* 1952)
- Melissa Good (* 1962)
- Terry Goodkind (1948–2020)
- Ron Goulart (1933–2022)
- Samuel Griswold Goodrich (1793–1860)
- Lester Goran (1928–2014)
- Mary Gordon (* 1949)
- Noah Gordon (1926–2021)
- Charles Gordone (1925–1995)
- Vivian Gornick (* 1935)
- Paula Gosling (* 1939)
- William Goyen (1915–1983)
- Sue Grafton (1940–2017)
- Judy Grahn (* 1940)
- Linda Grant (* 1942)
- Shirley Ann Grau (1929–2020)
- Elizabeth Graver (* 1964)
- Andrew Greeley (1928–2013)
- Anne Green (1891–1979)
- Gerald Green (1922–2006)
- John Green (* 1977)
- Julien Green (1900–1998)
- Harlan Greene (* 1953)
- Andrew Sean Greer (* 1970)
- Horace Gregory (1898–1982)
- Zane Grey (1872–1939)
- Barbara Grier (1933–2011)
- W. E. B. Griffin (1929–2019)
- Rachel Eliza Griffiths (* 1978)
- Jim Grimsley (* 1955)
- John Grisham (* 1955)
- Winston Groom (1943–2020)
- Doris Grumbach (1918–2022)
- Michael Grumley (1942–1988)
- James Gunn (1923–2020)
- Allan Gurganus (* 1947)
- Albert Ramsdell Gurney (1930–2017)
- Beth Gutcheon (* 1945)
- David Guterson (* 1956)
- Brion Gysin (1916–1986)

## H
- Charles F. Haanel (1866–1949)
- John Habberton (1842–1921)
- Marilyn Hacker (* 1942)
- Jessica Hagedorn (* 1949)
- Kimiko Hahn (* 1955)
- Jennifer Haigh (* 1968)
- Edward Everett Hale (1822–1909)
- Alex Haley (1921–1992)
- James Hall (1793–1868)
- James Norman Hall (1887–1951)
- Fitz-Greene Halleck (1790–1867)
- Barbara Hambly (* 1951)
- Laurell K. Hamilton (* 1963)
- Virginia Hamilton (1936–2002)
- Dashiell Hammett (1894–1961)
- Lori Handeland (* 1961)
- Lorraine Hansberry (1930–1965)
- Joseph Hansen (1923–2004)
- Paul Harding (* 1967)
- Elizabeth Hardwick (1916–2007)
- Joy Harjo (* 1951)
- Henry Harland (1861–1905)
- Frances Harper (1825–1911)
- Stephen Harrigan (* 1948)
- Bertha Harris (1937–2005)
- E. Lynn Harris (1955–2009)
- Joel Chandler Harris (1848–1908)
- Susan Harris (* 1940)
- Harry Harrison (1925–2012)
- Jim Harrison (1937–2016)
- Carla Harryman (* 1952)
- Ellen Hart (* 1949)
- Bret Harte (1836–1902)
- Kent Haruf (1943–2014)
- Alamgir Hashmi
- Adam Haslett (* 1970)
- Ethan Hawke (* 1970)
- John Hawkes (1925–1998)
- Noah Hawley (* 1967)
- Nathaniel Hawthorne (1804–1864)
- John Hay (1838–1905)
- Louise Hay (1926–2017)
- Robert Hayden
- Elizabeth Haydon (* 1965)
- Joseph Hayes (1918–2006)
- Rebecca Hazelton (* 1978)
- H. D. (Hilda Doolittle) (1886–1961)
- Trebor Healey (* 1962)
- Lafcadio Hearn (1850–1904)
- Anthony Hecht (1923–2004)
- Carolyn Heilbrun (1926–2003)
- Scott Heim (* 1966)
- Robert A. Heinlein (1907–1988)
- Joseph Heller (1923–1999)
- Lillian Hellman (1905–1984)
- Mark Helprin (* 1947)
- Ernest Hemingway (1899–1961)
- Kaui Hart Hemmings (* 1975)
- Essex Hemphill (1957–1995)
- John G. Hemry (* 1956)
- O. Henry (1862–1910)
- Frank Herbert (1920–1986)
- Joseph Hergesheimer (1880–1954)
- James Leo Herlihy (1927–1993)
- James Herne (1839–1901)
- Michael Herr (1940–2016)
- Robert Herrick (1868–1938)
- John Hersey (1914–1993)
- Joan Hess (1949–2017)
- Christopher Heyn (* 19**)
- Jim Heynen (* 1940)
- Dorothy Heyward (1890–1961)
- Dick Higgins
- George V. Higgins (1939–1999)
- Thomas Wentworth Higginson (1823–1911)
- Patricia Highsmith (1921–1995)
- Oscar Hijuelos (1951–2013)
- Raul Hilberg (1926–2007)
- Joe Hill (* 1972)
- Nathan  Hill (* 1975)
- Chester Himes (1909–1984)
- William Hjortsberg (1941–2017)
- Tami Hoag (* 1959)
- Russell Hoban (1925–2011)
- Alice Tisdale Hobart (1882–1967)
- Edward D. Hoch (1930–2008)
- Adam Hochschild (* 1942)
- Arlie Russell Hochschild (* 1940)
- Michael Hoeye (* 1947)
- Eric Hoffer (1902–1983)
- Alice Hoffman (* 1952)
- Calvin Hoffman (1906–1986)
- Jilliane Hoffman (* 1967)
- Lee Hoffman (1932–2007)
- Nicholas von Hoffman (1929–2018)
- John Hollander (1929–2013)
- Andrew Holleran (* 1943)
- Sheri Holman (* 1966)
- James Holmes (1924–1986)
- Oliver Wendell Holmes, Sr. (1809–1894)
- bell hooks (1952–2021)
- Francis Hopkinson (1737–1791)
- Paul Horgan (1903–1995)
- Richard Hovey (1864–1900)
- Richard Howard (1929–2022)
- Robert E. Howard (1906–1936)
- Sidney Howard (1891–1939)
- Fanny Howe (1940–2025)
- Julia Ward Howe (1819–1910)
- Susan Howe (* 1937)
- William Dean Howells (1837–1920)
- Richard Hoyt (* 1941)
- Elbert Hubbard (1856–1915)
- L. Ron Hubbard (1911–1986)
- Barry Hughart (1934–2019)
- Langston Hughes (1902–1967)
- Zach Hughes (1928–2016)
- Richard Hugo (1923–1982)
- William Humphrey (1924–1997)
- Fannie Hurst (1889–1968)
- Zora Neale Hurston (1891–1960)
- Siri Hustvedt (* 1955)
- Paul Hutchens (1902–1977)
- Maude Hutchins (1899–1991)
- David Henry Hwang (* 1957)
- Joe Hyams (1923–2008)

## I
- David Ignatow (1914–1997)
- Greg Iles (1960–2025)
- William Inge (1913–1973)
- John Irving (* 1942)
- Washington Irving (1783–1859)
- Christopher Isherwood (1904–1986)
- Jean-Claude van Itallie (1936–2021)

## J
- Helen Hunt Jackson (1831–1885)
- Shirley Jackson (1916–1965)
- Heinrich Eduard Jacob (1889–1967) USA, D
- A. J. Jacobs (* 1968)
- Rona Jaffe (1931–2005)
- John Jakes (1932–2023)
- Henry James (1843–1916)
- Rhoda Janzen (* 196?)
- Randall Jarrell (1914–1965)
- Karla Jay (* 1947)
- Robinson Jeffers (1887–1962)
- Thomas Jefferson (1743–1826)
- N. K. Jemisin (* 1972)
- Gish Jen (* 1956)
- K. W. Jeter (* 1950)
- Sarah Orne Jewett (1849–1909)
- Ha Jin (* 1956)
- Warren Johansson (1934–1994)
- Iris Johansen (* 1938)
- Adam Johnson (* 1967)
- Charles Richard Johnson (* 1948)
- David K. Johnson (* 1962)
- Denis Johnson (1949–2017)
- Fenton Johnson (1888–1958)
- Fenton Johnson (* 1953)
- James Weldon Johnson (1871–1938)
- Spencer Johnson (1938–2017)
- Toby Johnson (* 1945)
- Jill Johnston (1929–2010)
- Edward P. Jones (* 1950)
- Gayl Jones (* 1949)
- James Jones (1921–1977)
- LeRoi Jones (Amiri Baraka)
- Tayari Jones (* 1970)
- Erica Jong (* 1942)

## K
- Julie Kagawa (* 1982)
- Karin Kallmaker (* 1960)
- Stuart Kaminsky (1934–2009)
- MacKinlay Kantor (1904–1977)
- Philip Kapleau (1912–2004)
- Julia Kasdorf (* 1962)
- Jonathan David Katz (* 1958)
- Jonathan Ned Katz (* 1938)
- Steve Katz (1935–2019)
- John Katzenbach (* 1950)
- Alex Kava (* 1960)
- Elia Kazan (1909–2003)
- Brian Keene (* 1967)
- Garrison Keillor (* 1942)
- Evelyn Fox Keller (1936–2023)
- Helen Keller (1880–1968)
- William Melvin Kelley (1937–2017)
- Randall Kenan (1963–2020)
- George F. Kennan (1904–2005)
- Eugene Kennedy (1928–2015)
- Hubert Kennedy (* 1931)
- John Pendleton Kennedy (1795–1870)
- Raymond Kennedy (1934–2008)
- William Kennedy (* 1928)
- Jack Kerouac (1922–1969)
- Katharine Kerr (* 1944)
- Ken Kesey (1935–2001)
- Jack Ketchum, eigentlich Dallas Mayr (1946–2018)
- Francis Scott Key (1779–1843)
- Daniel Keyes (1927–2014)
- Greg Keyes (* 1963)
- Kevin Killian (1952–2019)
- Jamaica Kincaid (* 1949)
- Laurie R. King (* 1952)
- Stephen King (* 1947)
- Thomas King (* 1943)
- Sidney Kingsley (1906–1995)
- Barbara Kingsolver (* 1955)
- Maxine Hong Kingston (* 1940)
- Galway Kinnell (1927–2014)
- Binnie Kirshenbaum (* 1964)
- Carolyn Kizer (1925–2014)
- Julie Klassen (* 1964)
- Phil Klay (* 1983)
- Eloise Klein Healy (* 1943)
- T. J. Klune (* 1982)
- Etheridge Knight (1931–1991)
- John Knowles (1926–2001)
- Kenneth Koch (1925–2002)
- Wayne Koestenbaum (* 1958)
- Yusef Komunyakaa (* 1947)
- Bill Konigsberg (* 1970)
- Dean Koontz (* 1945)
- Arthur Kopit (1937–2021)
- William Kotzwinkle (* 1943)
- Larry Kramer (1935–2020)
- Judith Krantz (1928–2019)
- Nicole Krauss (* 1974)
- Alfred Kreymborg (1883–1966)
- Dinah Lee Küng (* 1972)
- Scott Alan Kugle (* 1969)
- Stanley Kunitz (1905–2006)
- Benjamin Kunkel (* 1972)
- Tuli Kupferberg (1923–2010)
- Michael Kurland (* 1938)
- Ellen Kushner (* 1955)
- Tony Kushner (* 1956)
- Henry Kuttner (1915–1958)
- Joanne Kyger (1934–2017)

## L
- Mercedes Lackey (* 1950)
- Oliver La Farge (1901–1963)
- Raphael Aloysius Lafferty (1914–2002)
- Frederica de Laguna (1906–2004)
- Jhumpa Lahiri (* 1967)
- Dewey Lambdin (1945–2021)
- Margaret Landon (1903–1993)
- Sidney Lanier (1842–1881)
- Elizabeth Lapovsky Kennedy (* 1939)
- Ring Lardner (1885–1933)
- Nella Larsen (1891–1964), auch Nellie Walker, Nellye Larson, Nellie Larsen
- Helen Lawrenson (1907–1982)
- John Howard Lawson (1894–1977)
- Robert Lax (1915–2000)
- Richard Laymon (1947–2001)
- Munro Leaf (1905–1976)
- Timothy Leary (1920–1996)
- David Leavitt (* 1961)
- Ann Leckie (* 1966)
- Chang-Rae Lee (* 1965)
- Edward Lee (* 1957)
- Harper Lee (1926–2016)
- Ursula K. Le Guin (1929–2018)
- Fritz Leiber (1910–1992)
- Justin Leiber (1938–2016)
- Madeleine L’Engle (1918–2007)
- Donna Leon (* 1942)
- Elmore Leonard (1925–2013)
- William Ellery Leonard (1876–1944)
- JT LeRoy (* 1980 laut erfundener Vita) alias Savannah Knoop bzw. Laura Albert
- John T. Lescroart (* 1948)
- Stan Leventhal (1951–1995)
- Denise Levertov (1923–1997)
- Ira Levin (1929–2007)
- Meyer Levin (1905–1981)
- Philip Levine (1928–2015)
- David Levithan (* 1972)
- Myron Levoy (1930–2019)
- Sinclair Lewis (1885–1951)
- Ludwig Lewisohn (1882–1955)
- Lin Yutang (1895–1976)
- Nicholas Vachel Lindsay (1879–1931)
- Johanna Lindsey (1952–2019)
- Jane Lindskold (* 1962)
- Rosina Lippi (* 1956)
- Jonathan Littell (* 1967)
- Robert Littell (* 1935)
- Arnold Lobel (1933–1987)
- Patricia Lockwood (* 1982)
- Ron Loewinsohn (1937–2014)
- Jack London (1876–1916)
- Henry Wadsworth Longfellow (1807–1882)
- Augustus Baldwin Longstreet (1790–1870)
- Hendrik Willem van Loon (1882–1944)
- Anita Loos (1889–1981)
- Audre Lorde (1934–1992)
- Jean Lorrah (* 1948)
- H. P. Lovecraft (1890–1937)
- Amy Lowell (1874–1925)
- James Russell Lowell (1819–1891)
- Robert Lowell (1917–1977)
- Mabel Dodge Luhan (1879–1962)
- Alison Lurie (1926–2020)
- Garielle Lutz (* 1955)
- John Lutz (1939–2021)
- Elizabeth A. Lynn (* 1946)
- Phyllis Lyon (1924–2020)
- Andrew Nelson Lytle (1902–1995)

## M
- Sarah J. Maas (* 1986)
- Amy MacDonald (* 1951)
- Ross Macdonald (1915–1983)
- Helen MacInnes (1907–1985)
- Percy MacKaye (1875–1956)
- Archibald MacLeish (1892–1982)
- Charlotte MacLeod (1922–2005)
- Jackson MacLow (1922–2004)
- Haki R. Madhubuti (* 1942)
- Karan Mahajan (* 1984)
- Norman Mailer (1923–2007)
- Bernard Malamud (1914–1986)
- Janet Malcolm (1934–2021)
- Josh Malerman (* 1975)
- Judith Malina (1926–2015)
- Barry N. Malzberg (1939–2024)
- David Mamet (* 1947)
- Frank Manley (1930–2009)
- Eric Marcus (* 1958)
- Sharon Marcus (* 1966)
- Steven Marcus (1928–2018)
- Laurie J. Marks (* 1957)
- David Markson (1927–2010)
- John Phillips Marquand (1893–1960)
- Del Martin (1921–2008)
- Gail Z. Martin (* 1962)
- George R. R. Martin (* 1948)
- Hans-Jürgen Massaquoi (1926–2013)
- Sujata Massey (* 1964)
- Jeffrey Masson (* 1941)
- Cotton Mather (1663–1728)
- Richard Matheson (1926–2013)
- Jason Matthews (1951–2021)
- Peter Matthiessen (1927–2014)
- Armistead Maupin (* 1944)
- William Maxwell (1908–2000)
- Julian May (1931–2017)
- Thomas Mayne Reid (1818–1883)
- Imbolo Mbue (* 1982)
- James McBride (* 1957)
- Charles McCarry (1930–2019)
- Cormac McCarthy (1933–2023)
- Mary McCarthy (1912–1989)
- Scott McClanahan (* 1978)
- J. D. McClatchy (1945–2018)
- Michael McClure (1932–2020)
- Frank McCourt (1930–2009)
- Malachy McCourt (1931–2024)
- Elizabeth McCracken (* 1966)
- Tarell Alvin McCraney (* 1980)
- Carson McCullers (1917–1967)
- Cody McFadyen (1968–2023)
- Joe McGinniss (1942–2014)
- Bob McGrath (1932–2022)
- Maureen F. McHugh (* 1959)
- Claude McKay (1889–1948)
- Suzy McKee Charnas (1939–2023)
- Rod McKuen (1933–2015)
- Ron McLarty (1947–2020)
- Lois McMaster Bujold (* 1949)
- Larry McMurtry (1936–2021)
- Terrence McNally (1938–2020)
- James Alan McPherson (1943–2016)
- Marijane Meaker (1927–2022)
- David Means (* 1961)
- Charles L. Mee (* 1938)
- Paul Melko (* 1968)
- Herman Melville (1819–1891)
- Daniel Mendelsohn (* 1960)
- William Meredith (1919–2007)
- Mark Merlis (1950–2017)
- James Merrill (1926–1995)
- Stuart Merrill (1863–1915)
- Abraham Merritt (1884–1943)
- Samuel Merwin (1874–1936)
- Thomas Merton (1915–1968)
- W. S. Merwin (1927–2019)
- Heinrich Meyer (1904–1977)
- Stephenie Meyer (* 1973)
- Joanne Meyerowitz (* 1954)
- James Michener (1907–1997)
- Margaret Millar (1915–1994)
- Edna St. Vincent Millay (1892–1950)
- Arthur Miller (1915–2005)
- Henry Miller (1891–1980)
- Joaquin Miller (1837–1913)
- Neil Miller (* 1945)
- Kate Millett (1934–2017)
- Steven Millhauser (* 1943)
- Berniece Baker Miracle (1919–2014)
- Mona Rae Miracle (* 1939)
- Andrea Mitchell (* 1946)
- Margaret Mitchell (1900–1949)
- J. R. Moehringer (* 1964)
- Virginia Ramey Mollenkott (1932–2020)
- N. Scott Momaday (1934–2024)
- Paul Monette (1945–1995)
- Bill Moody (1941–2018)
- Rick Moody (* 1961)
- William Vaughn Moody (1869–1910)
- Jonathan Moore (* 1977)
- Marianne Moore (1887–1972)
- Susanna Moore (* 1946)
- Marlo Morgan (* 1937)
- A. R. Morlan (1958–2016)
- Wright Morris (1910–1998)
- Toni Morrison (1931–2019)
- James Morrow (* 1947)
- Walter Mosley (* 1952)
- Howard Moss (1922–1987)
- Robert Mrazek (* 1945)
- Thomas Mullen (* 1974)
- Marcia Muller (* 1944)
- David Mura (* 1952)
- Pat Murphy (* 1955)
- Warren Murphy (1933–2015)
- Eileen Myles (* 1949)

## N
- Vladimir Nabokov (1899–1977)
- John J. Nance (1946)
- Donna Jo Napoli (* 1948)
- N. Richard Nash (1916–2000)
- Ogden Nash (1902–1971)
- Robert Nathan (1894–1985)
- Michael Nava (* 1954)
- Gloria Naylor (1950–2016)
- John Neal (1793–1876)
- Chloe Neill (* 1975)
- Howard Nemerov (1920–1991)
- Patrick Ness (* 1971)
- Joan Nestle (* 1940)
- Annalee Newitz (* 1969)
- Lesléa Newman (* 1955)
- Jack Claude Nezat (* 1943)
- John Nichols (1940)
- Lorine Niedecker (1903–1970)
- Anaïs Nin (1903–1977)
- Jim Nisbet (1947–2022)
- Hugh Nissenson (1933–2013)
- Larry Niven (* 1938)
- William F. Nolan (1928–2021)
- Charles Bernard Nordhoff (1887–1947)
- Frank Norris (1870–1902)
- Harold Norse (1916–2009)
- Rictor Norton (* 1945)
- Beth Nugent (* 1958)
- Naomi Shihab Nye (* 1952)
- Eric Nylund (* 1964)

## O
- Joyce Carol Oates (* 1938)
- Samson Occom (1723–1792)
- Carol O’Connell (* 1947)
- Mary Flannery O’Connor (1925–1964)
- Scott O’Dell (1898–1989)
- Clifford Odets (1906–1963)
- Blanche Oelrichs (1890–1950)
- Andrew J. Offutt (1934–2013)
- Frank O’Hara (1926–1966)
- John O’Hara (1905–1970)
- Sharon Olds (* 1942)
- Lauren Oliver (* 1982)
- Tillie Olsen (1912–2007)
- Charles Olson (1910–1970)
- Stewart O’Nan (* 1961)
- Eugene O’Neill (1888–1953)
- Kyle Onstott (1887–1966)
- George Oppen (1908–1984)
- James Oppenheim (1882–1932)
- Peter Orlovsky (1933–2010)
- Simon Ortiz (* 1941)
- Martha Ostenso (1900–1963)
- Alicia Ostriker (* 1937)
- Julie Otsuka (* 1962)
- Cynthia Ozick (* 1928)

## P
- Thomas Paine (1737–1809)
- Chuck Palahniuk (* 1962)
- Grace Paley (1922–2007)
- Christopher Paolini (* 1983)
- Dorothy Parker (1893–1967)
- Robert B. Parker (1932–2010)
- Kenneth Patchen (1911–1972)
- Katherine Paterson (* 1932)
- James Patterson (* 1947)
- Cindy Patton (* 1956)
- James Kirke Paulding (1778–1860)
- Gary Paulsen (1939–2021)
- Dale Peck (* 1967)
- Mark Pendergrast (* 1948)
- Walker Percy (1916–1990)
- William Armstrong Percy (1933–2022)
- S. J. Perelman (1904–1979)
- Frank E. Peretti (* 1951)
- Elizabeth Peters (1927–2013)
- Julie Anne Peters (1952–2023)
- Harry Mark Petrakis (1923–2021)
- Ann Petry (1908–1997)
- William Pfaff (1928–2015)
- David Graham Phillips (1867–1911)
- Susan Elizabeth Phillips (* 1948)
- Felice Picano (1944–2025)
- Jodi Picoult (* 1967)
- Tamora Pierce (* 1954)
- Marge Piercy (* 1936)
- Kathrene Pinkerton (1887–1967)
- Robert Pinsky (* 1940)
- Robert M. Pirsig (1928–2017)
- Richard Plant (1910–1998) (D/USA)
- Sylvia Plath (1932–1963)
- Edgar Allan Poe (1809–1849)
- Frederik Pohl (1919–2013)
- Ernest Poole (1880–1950)
- Katherine Anne Porter (1890–1980)
- Charles Portis (1933–2020)
- Ethel Portnoy (1927–2004)
- Melville Davisson Post (1869–1930)
- Neil Postman (1931–2003)
- Chaim Potok (1929–2002)
- Ezra Pound (1885–1972)
- Jerry Pournelle (1933–2017)
- Padgett Powell (* 1952)
- J. F. Powers (1917–1999)
- Richard Powers (* 1957)
- Minnie Bruce Pratt (1946–2023)
- Douglas Preston (* 1956)
- John Preston (1945–1994)
- Richard Preston (* 1954)
- Nancy Price (1925–2023)
- Reynolds Price (1933–2011)
- Frederic Prokosch (1908–1989)
- Annie Proulx (* 1935)
- James Purdy (1914–2009)
- Mario Puzo (1920–1999)
- Thomas Pynchon (* 1937)

## Q
- Qiu Xiaolong (* 1953)
- David Quammen (* 1948)
- Carol Queen (* 1957)
- Daniel Quinn (1935–2018)

## R
- Mary de Rachewiltz
- Carl Rakosi (1903–2004)
- Claudia Rankine (* 1963)
- John Crowe Ransom (1888–1974)
- Lev Raphael (* 1954)
- Jennifer Rardin (1965–2010)
- Marjorie Rawlings
- John Rawls (1921–2002)
- Melanie Rawn (* 1954)
- Tom Reamy (1935–1977)
- Michael Reaves (1950–2023)
- John Rechy (* 1931)
- Jean M. Redmann (* 1955)
- Henry Reed (1914–1986)
- Ishmael Reed (* 1938)
- John Reed (1887–1920)
- Justin Phillip Reed (* 1989)
- Charles Reich (1928–2019)
- Kathy Reichs (* 1948)
- Agnes Repplier (1855–1950)
- Mike Resnick (1942–2020)
- Kenneth Rexroth (1905–1982)
- Jason Reynolds (* 1983)
- Mack Reynolds (1917–1983)
- Charles Reznikoff (1894–1976)
- Luke Rhinehart (1932–2020)
- Anne Rice (1941–2021)
- Christopher Rice (* 1978)
- Elmer Rice (1892–1967)
- Stan Rice (1942–2002)
- Adrienne Rich (1929–2012)
- Lola Ridge (1873–1941)
- Laura Riding (1901–1991)
- Frank Riley (1915–1996)
- Rick Riordan (* 1964)
- Caryl Rivers (* 1937)
- Harold Robbins (1916–1997)
- Tom Robbins (1932–2025)
- Jennifer Roberson (* 1953)
- Elizabeth Madox Roberts (1881–1941)
- Nora Roberts (* 1950)
- Barbara Robinson (1927–2013)
- Edwin Arlington Robinson (1869–1935)
- Frank M. Robinson (1926–2014)
- Mary Rodgers (1931–2014)
- Theodore Roethke (1908–1963)
- Robert Rogers (1731–1795)
- Rosemary Rogers (1932–2019)
- Adela Rogers St. Johns (1894–1988)
- Anne Roiphe (* 1935)
- Edwin Rolfe (1909–1954)
- James Rollins (* 1961)
- Franklin Rosemont (1943–2009)
- Meg Rosoff (* 1956)
- Fran Ross (1935–1985)
- Henry Roth (1906–1995)
- Philip Roth (1933–2018)
- Alma Routsong (1924–1996)
- Rainbow Rowell (* 1973)
- Mary Rowlandson (~1637–1711)
- Gayle Rubin (* 1949)
- Mary Ruefle (* 1952)
- Matt Ruff (* 1965)
- Leila Rupp (* 1950)
- Michael C. Ruppert (1951–2014)
- Kristine Kathryn Rusch (* 1960)
- Joanna Russ (1937–2011)
- Charles M. Russell (1864–1926)
- Paul Elliott Russell (* 1956)
- Richard Russo (* 1949)
- Richard Paul Russo (* 1954)
- Vito Russo (1946–1990)

## S
- John Sack (1930–2004)
- Oliver Sacks (1933–2015)
- Douglas Sadownick (* 1959)
- Benjamin Alire Sáenz (* 1954)
- John Saffin (1626–1710)
- Carl Sagan (1934–1996)
- Nick Sagan (* 1970)
- Richard Sale (1911–1993)
- J. D. Salinger (1919–2010)
- James Sallis (* 1944)
- Anna Salter (* 19**)
- James Salter (1925–2015)
- Edgar Saltus (1855–1921)
- R. A. Salvatore (* 1959)
- Sonia Sanchez (* 1934)
- Carl Sandburg (1878–1967)
- Eric San Juan (* 1973)
- George Santayana (1863–1952)
- William Saroyan (1908–1981)
- May Sarton (1912–1995)
- Walter Satterthwait (1946–2020)
- John Saul (* 1942)
- Dan Savage (* 1964)
- Richard Henry Savage (1846–1903)
- Sam Savage (1940–2019)
- Thomas Savage (1915–2003)
- Steven Saylor (* 1956)
- Sydney Schanberg (1934–2016)
- Joan Schenkar (1942–2021)
- Richard Schickel (1933–2017)
- Lawrence Schimel (* 1971)
- Cathleen Schine (* 1953)
- Murray Schisgal (1926–2020)
- Franz Schoenberner (1892–1970)
- Budd Schulberg (1914–2009)
- Sarah Schulman (* 1958)
- James Schuyler (1923–1991)
- Delmore Schwartz (1913–1966)
- Lynne Sharon Schwartz (* 1939)
- Gil Scott-Heron (1949–2011)
- Melissa Scott (* 1960)
- Lisa Scottoline (* 1955)
- Charles Sealsfield/Karl Anton Postl (1793–1864)
- Alice Sebold (* 1963)
- David Sedaris (* 1956)
- Anne Douglas Sedgwick (1873–1935)
- Catharine Sedgwick (1789–1867)
- Eve Kosofsky Sedgwick (1950–2009)
- Carolyn See (1934–2016)
- Lisa See (* 1955)
- Alan Seeger (1888–1916)
- Erich Segal (1937–2010)
- Ruth Seid (Pseudon. Jo Sinclair) (1913–1995)
- Hubert Selby (1928–2004)
- Maurice Sendak (1928–2012)
- Samuel Sewall (1652–1730)
- Anne Sexton (1928–1974)
- Ntozake Shange (1948–2018)
- James S. Shapiro (* 1955)
- Karl Shapiro (1913–2000)
- Henry Wheeler Shaw (1818–1885)
- Irwin Shaw (1913–1984)
- Robert Sheckley (1928–2005)
- Charles Sheldon (1857–1946)
- Sidney Sheldon (1917–2007)
- Jim Shepard (* 1956)
- Lucius Shepard (1943–2014)
- Sam Shepard (1943–2017)
- Martin Sherman (* 1938)
- Robert E. Sherwood (1896–1955)
- Randy Shilts (1951–1994)
- Anita Shreve (1946–2018)
- Leslie Marmon Silko (* 1948)
- Adam Silvera (* 1990)
- Kenneth Silverman (1936–2017)
- Charles Simic (1938–2023)
- Charles Simmons (1924–2017)
- Dan Simmons (* 1948)
- Herbert Simmons (* 1930/1931)
- William Gilmore Simms (1806–1870)
- Neil Simon (1927–2018)
- Louis Simpson (1923–2012)
- Upton Sinclair (1878–1968)
- Charles Silverstein (1935–2023)
- Isaac Bashevis Singer (1902–1991)
- David J. Skal (1952–2024)
- Myra Sklarew (* 1934)
- Henry Slesar (1927–2002)
- Joshua Slocum (1844–1909)
- Agnes Smedley (1892–1950)
- Jane Smiley (* 1949)
- Dave Smith (* 1942)
- John Smith (1580–1631)
- L. Neil Smith (1946–2021)
- Lillian Smith (1897–1966)
- Vern Sneider (1916–1981)
- W. D. Snodgrass (1926–2009)
- Gary Snyder (* 1930)
- Dava Sobel (* 1947)
- Solita Solano (1888–1975)
- Susan Sontag (1933–2004)
- Gilbert Sorrentino (1929–2006)
- Terry Southern (1924–1995)
- E. D. E. N. Southworth (1819–1899)
- Tom Spanbauer (1946–2024)
- Nicholas Sparks (* 1965)
- Elizabeth Spencer (1921–2019)
- Sam Spewack (1899–1971)
- Mickey Spillane (1918–2006)
- Marc Spitz (1969–2017)
- Jean Stafford (1915–1979)
- William Stafford (1914–1993)
- George Stambolian (1938–1991)
- Elizabeth Cady Stanton (1815–1902)
- Jason Starr (* 1966)
- Edmund Clarence Stedman (1833–1908)
- Danielle Steel (* 1947)
- Lincoln Steffens (1866–1936)
- Wallace Stegner (1909–1993)
- Gertrude Stein (1874–1946)
- John Steinbeck (1902–1968)
- Thomas Steinbeck (1944–2016)
- Neal Stephenson (* 1959)
- Gerald Stern (1925–2022)
- Richard G. Stern (1928–2013)
- Wallace Stevens (1879–1955)
- Samuel M. Steward (1909–1993)
- Trumbull Stickney (1874–1904)
- R. L. Stine (* 1943)
- Frank R. Stockton (1834–1902)
- Charles Warren Stoddard (1843–1909)
- Richard Henry Stoddard (1825–1903)
- Dejan Stojanović (* 1959)
- Aryeh Lev Stollman (* 1954)
- Irving Stone (1903–1989)
- Robert Stone (1937–2015)
- Rex Stout (1886–1975)
- Harriet Beecher Stowe (1811–1896)
- Mark Strand (1934–2014)
- Gene Stratton-Porter (1863–1924)
- Craig Strete (* 1950)
- Thomas Sigismund Stribling (1881–1965)
- Anna Louise Strong (1885–1970)
- Douglas Stuart (* 1976)
- William Styron (1925–2006)
- Ronald Sukenick (1932–2004)
- Ron Suresha (* 1958)
- Manil Suri (* 1959)
- Jacqueline Susann (1918–1974)
- Peter Swanson (* 1968)
- May Swenson (1913–1989)

## T
- Ruth Tabrah (1921–2004)
- Amy Tan (* 1952)
- Tristan Taormino (* 1971)
- Ida Tarbell (1857–1944)
- Booth Tarkington (1869–1946)
- Donna Tartt (* 1963)
- Allen Tate (1899–1979)
- James Tate (1943–2015)
- Ronald Tavel (1936–2009)
- Bayard Taylor (1825–1878)
- Brandon Taylor (* 1989)
- Edward Taylor (1645–1729)
- Peter Taylor (1917–1994)
- Michelle Tea (* 1971)
- Sara Teasdale (1884–1933)
- William Tenn (1920–2010)
- Studs Terkel (1912–2008)
- Walter Tevis (1928–1984)
- Alexander Wheelock Thayer (1817–1897)
- Ernest Thayer (1863–1940)
- Paul Theroux (* 1941)
- Aiden Thomas
- Angie Thomas (* 1988)
- Dorothy Thompson (1893–1961)
- Hunter S. Thompson (1937–2005)
- Henry David Thoreau (1817–1862)
- James Thurber (1894–1961)
- Wallace Henry Thurman (1902–1934)
- Freeman Tilden (1883–1980)
- Henry Timrod (1828–1867)
- James Tiptree junior (1915–1987)
- Alice B. Toklas (1877–1967)
- Melvin B. Tolson (1898–1966)
- John Peter Toohey (1880–1946)
- F. X. Toole (1930–2002)
- John Kennedy Toole (1937–1969)
- Jean Toomer (1894–1967)
- Albion W. Tourgée (1838–1905)
- Larry Townsend (1930–2008)
- Lionel Trilling (1905–1975)
- John Trumbull (1750–1831)
- Monique Truong (* 1968)
- Frederick Goddard Tuckerman (1821–1873)
- Henry Theodore Tuckerman (1813–1871)
- Scott Turow (* 1949)
- Jane Colman Turell (1708–1735)
- Mark Twain (1835–1910)
- Anne Tyler (* 1941)
- Joel Tyler Headley (1814–1897)
- Royall Tyler (1757–1826)

## U
- Anya Ulinich (* 1973)
- Louis Untermeyer (1885–1977)
- John Updike (1932–2009)
- Leon Uris (1924–2003)

## V
- Andrew Vachss (1942–2021)
- Urvashi Vaid (1958–2022)
- Catherynne M. Valente (* 1979)
- Jack Vance (1916–2013)
- Mona Van Duyn (1921–2004)
- Eric Van Lustbader (* 1946)
- Hilda Van Siller (1911–1982)
- Carl Van Vechten (1880–1964)
- David Vann (* 1966)
- Janine Pommy Vega (1942–2010)
- Abraham Verghese (* 1955)
- Martha Vicinus (* 1939)
- Gore Vidal (1925–2012)
- Vernor Vinge (1944–2024)
- Renée Vivien (1877–1909)
- Gerald Vizenor (* 1934)
- Ned Vizzini (1981–2013)
- Paula Vogel (* 1951)
- Cynthia Voigt (* 1942)
- William T. Vollmann (* 1959)
- Kurt Vonnegut (1922–2007)
- John Vornholt (* 1951)
- Ocean Vuong (* 1988)

## W
- Diane Wakoski (* 1937)
- Ayelet Waldman (* 1964)
- Keith Waldrop (1932–2023)
- Edward Lewis Wallant (1926–1962)
- Alice Walker (* 1944)
- Margaret Walker (1915–1998)
- Mary Willis Walker (1942–2023)
- David Foster Wallace (1962–2008)
- Lew Wallace (1827–1905)
- Edward Lewis Wallant (1926–1962)
- Robert James Waller (1939–2017)
- Charles Dudley Warner (1829–1900)
- Michael Warner (* 1958)
- Mercy Otis Warren (1728–1814)
- Patricia Nell Warren (1936–2019)
- Robert Penn Warren (1905–1989)
- Booker T. Washington (1856–1915)
- Bryan Washington (* 1993)
- Dale Wasserman (1914–2008)
- Wendy Wasserstein (1950–2006)
- Lawrence Edward Watkin (1901–1981)
- Charles Webb (1939–2020)
- David Weber (* 1952)
- Jean Webster (1876–1916)
- Noah Webster (1758–1843)
- Stanley G. Weinbaum (1902–1935)
- Eliot Weinberger (* 1949)
- Jennifer Weiner (* 1970)
- Ruth Weiss (1928–2020)
- Joseph Weizenbaum (1923–2008)
- James Welch (1940–2003)
- Eudora Welty (1909–2001)
- K. D. Wentworth (1951–2012)
- Barbara Wersba (1932–2018)
- Barry Werth (* 1952)
- Glenway Wescott (1901–1987)
- Jessamyn West (1902–1984)
- Nathanael West (1903–1940)
- Scott Westerfeld (* 1963)
- Robert Westfield (* 1972)
- Donald E. Westlake (1933–2008)
- Janwillem van de Wetering (1931–2008)
- Edith Wharton (1862–1937)
- William Wharton (1925–2008)
- Phillis Wheatley (1753–1784)
- Edwin Percy Whipple (1819–1886)
- Edmund White (1940–2025)
- Elwyn Brooks White (1899–1985)
- Ruth White (1942–2017)
- William Allen White (1868–1944)
- Walt Whitman (1819–1892)
- George Whitmore (1945–1989)
- Reed Whittemore (1919–2012)
- John Greenleaf Whittier (1807–1892)
- Leonard Wibberley (1915–1983)
- John Wieners (1934–2002)
- Michael Wigglesworth (1631–1705)
- Richard Wilbur (1921–2017)
- Thornton Wilder (1897–1975)
- Kate Wilhelm (1928–2018)
- C. K. Williams (1936–2015)
- Charles Williams (1909–1975)
- Emmett Williams (1925–2007)
- John A. Williams (1925–2015)
- Miller Williams (1930–2015)
- Roger Williams (1603–1683)
- Tennessee Williams (1911–1983)
- William Carlos Williams (1883–1963)
- Nathaniel Parker Willis (1806–1867)
- August Wilson (1945–2005)
- Edmund Wilson (1895–1972)
- Lanford Wilson (1937–2011)
- Robert Anton Wilson (1932–2007)
- Sloan Wilson (1920–2003)
- Donald Windham (1920–2010)
- Don Winslow (* 1953)
- Kathleen Winsor (1919–2003)
- Yvor Winters (1900–1968)
- John Winthrop (1588–1649)
- John Wise (1652–1725)
- Owen Wister (1860–1938)
- Dirk Wittenborn (* 1952)
- David Wojnarowicz (1954–1992)
- Gene Wolfe (1931–2019)
- Swain Wolfe (1939–2021)
- Thomas Wolfe (1900–1938)
- Tom Wolfe (1930–2018)
- Ira Wolfert (1908–1997)
- Tobias Wolff (* 1945)
- Dave Wolverton (1957–2022)
- Jack Womack (* 1956)
- Daniel Woodrell (* 1953)
- Jacqueline Woodson (* 1963)
- Alexander Woollcott (1887–1943)
- John Woolman (1720–1772)
- Constance Fenimore Woolson (1840–1894)
- Herman Wouk (1915–2019)
- John Wray (* 1971)
- Charles Wright (* 1935)
- Dough Wright (* 1962)
- Ernest Vincent Wright (~1873–1939)
- James Wright (1927–1980)
- Leslie Kirk Wright (* 1953)
- Richard Wright (1908–1960)
- Susan Wright (* 1963)
- William Connor Wright (1930–2016)
- Léon Wurmser (1931–2020)
- Elinor Wylie (1885–1928)

## X
- Emanuel Xavier (* 1971)

## Y
- Irvin D. Yalom (* 1931)
- Richard Yates (1926–1992)
- John Yau (* 1950)
- Stephen Yenser (* 1941)
- Frank Yerby (1916–1991)
- Anzia Yezierska (1880–1970)
- Carol Beach York (1928–2013)
- Jerry Yulsman (1924–1999)
- Sol Yurick (1925–2013)

## Z
- Marya Zaturenska (1902–1982)
- Roger Zelazny (1937–1995)
- Robert D. Zimmerman (* 1952)
- Paul Zindel (1936–2003)
- Nell Zink (* 1964)
- Alois Zotz (1814–1893)
- Louis Zukofsky (1904–1978)